# Pannerdensch Kanaal
Het Pannerdensch Kanaal is een kanaal tussen Doornenburg en Angeren in de gemeente Lingewaard in de Nederlandse provincie Gelderland. Het verbindt de Nederrijn met het Bijlandsch Kanaal en heeft een lengte van zes km en een breedte van 135 m.

## Geschiedenis
Het Pannerdensch Kanaal werd tussen 1701 en 1709 gegraven, aanvankelijk als verdedigingslinie zonder verbinding met Rijn en Waal. Pas 20 oktober 1706 werden de doorgravingen te Arnhem aanbesteed met als doel de watertoevoer naar de IJssel en de Nederrijn veilig te stellen. Het oude bed van de Rijn staat sindsdien bekend als de Oude Rijn, een van de vele stromen met deze naam.
De formele oplevering van het bevaarbare kanaal was 14 november 1707, maar in feite had de natuur het kanaal al in de nacht van 19 op 20 augustus 1707 voor de scheepvaart geopend. Toen overstroomde een zomerkade die het water afhield van het kanaal in aanleg. De ochtend daarna voer een Arnhemse schipper als eerste door het kanaal naar de Waal. In de beginperiode leidde de verruimde waterafvoer langs deze weg tot dijkdoorbraken en grote overstromingen.
In de de jaren 50 van de 20e eeuw werd de Lingewetering (of Boven-Linge) even ten noorden van Doornenburg op het Pannerdensch Kanaal aangesloten, om de watervoorziening stroomafwaarts beter te kunnen regelen. In 2005 werd wegens verzanding van de inlaat daar een dam en stuw gebouwd met overloop bij hogere waterstanden. Het drijvende Gemaal Pannerling werd daar vaak voor geplaatst om de wateraanvoer te ondersteunen. Het gemiddelde inlaatdebiet van het Lingekanaal vanuit het Pannerdensch Kanaal bedroeg niet meer dan 4 m³/s. Omstreeks 2024 is het drijvend gemaal vervangen door een vast gemaal met een grotere capaciteit en op hetzelfde moment is een vispassage aangelegd.
In 2007 werd 300 jaar Pannerdensch Kanaal gevierd.

## Afvoerverdeling

Afvoerverdeling

De standaard afvoerverdeling van het Rijnwater is op het eerste splitsingspunt, de Pannerdense Kop bij Fort Pannerden, twee derde naar de Waal en een derde naar het Pannerdensch Kanaal. Op het tweede splitsingspunt, tussen Huissen en Westervoort, gaat twee negende (2/3 van 1/3) van het Rijnwater naar de Nederrijn en een negende (1/3 van 1/3) naar de IJssel.
Naast een economisch voordeel (de loop van de Nederrijn werd verkort), had de aanleg van het kanaal vooral een strategisch belang omdat het de aanvoer van water voor de Nieuwe Hollandse Waterlinie betrof.
Gemiddeld stroomt er per seconde ongeveer 700 kubieke meter water door het Pannerdensch kanaal. Het Fort Pannerden, aan de voet van de Waal en het Pannerdensch Kanaal, werd aangelegd om de waterverdeling die bij deze splitsing plaatsvindt te waarborgen.
Het kanaal is tegenwoordig ook voor de scheepvaart van groot belang. In 2006 passeerden er 19.723 binnenvaartschepen.

## Verlengen van de A15
In verband met het verlengen van de A15 is er discussie geweest of deze over of onder het kanaal moet worden aangelegd. Voor de in 2007 gereedgekomen Betuweroute is een tunnel onder het Pannerdensch Kanaal aangelegd. In 2019 is het tracebesluit voor de verlengde A15 vastgesteld, waarin wordt uitgegaan van een brugverbinding.